# Суханин, Егор Петрович
Егор (Георгий) Петрович Суханин (1817—1863) — российский педагог, профессор начертательной геометрии.

## Биография
Родился в 1817 году.
В 1830 году поступил в Институт Корпуса инженеров путей сообщения, из которого был выпущен в 1836 году с производством в прапорщики.
В 1838 году был назначен в V округ к работам Виндавского сообщения и в конце того же года был переведён в Петербург — в Институт Корпуса инженеров путей сообщения репетитором по начертательной геометрии; состоял в нём также учителем рисования и преподавателем ситуации. Затем он стал преподавателем начертательной геометрии в бывшем архитекторском училище и в Лесном институте. 
В 1847 году Е. П. Суханин был назначен профессором начертательной геометрии в Институте инженеров путей сообщения, а в 1849 году помощником инспектора классов. 
С 1859 года состоял членом комитета, учрежденного при министерстве народного просвещения для рассмотрения проекта условий на получение мест преподавателей в учебных заведениях разных ведомств, а 21 декабря 1861 года он был назначен помощником директора института инженеров путей сообщения и оставался в этой должности до самой смерти.
Умер инженер-полковник Суханин 1 (13) августа 1865 года; похоронен на Митрофаниевском кладбище.